# Odcinek Taktyczny „Kłymiw”
Odcinek Taktyczny „Kłymiw” – odcinek taktyczny nr 12 Ukraińskiej Powstańczej Armii, wchodzący w skład II Okręgu Wojskowego Buh.
W skład Odcinka Taktycznego „Kłymiw” wchodziły m.in. miejscowości: Rawa Ruska, Mosty Wielkie, Sokal, Radziechów, Łopatyn, Kamionka Strumiłowa, Kulików, Milatyn Nowy, Jaryczów Nowy.
Dowódcami Odcinka byli kolejno: „Łys” (1945), „Peremoha” (1945–1946) i „Uhrynowycz” (1946). Członkami dowództwa Odcinka byli: „Błakyt” (1945), „Bohdan” (1945–1946), „Kameniar” (1945), „Makarenko” (1945–1946), „Smereka” (1945), „Surmacz” (1945–1946).
W skład odcinka wchodziły w czerwcu 1945 sotnie UPA: „Hałajda I" (dowódca „Peremoha”), „Hałajda II” (dowódca „Kulisz”), „Koczowyky” (dowódca „Sztyl”), „Perebyjnis” (dowódca „Szumśkyj”), „Prołom” (dowódca „Czernyk”), „Tyhry” (dowódca „Łys”). 
W czerwcu 1946 do Odcinka należały sotnie: „Hałajda I” (dowódca „Łys”), „Hałajda II” (dowódca „Sywyj”), „Koczowyky” (dowódca „Sztyl”), „Perejasławy I” (dowódca „Bryl”), „Perejasławy II” (dowódca „Hamalija”), „Chołodnojarcy I” (dowódca „Mrija”), „Chołodnojarcy II”.